# Xã Jefferson, Quận Wells, Indiana
Xã Jefferson (tiếng Anh: Jefferson Township) là một xã thuộc quận Wells, tiểu bang Indiana, Hoa Kỳ. Năm 2010, dân số của xã này là 5.762 người.